# Another Way to Die
Another Way to Die, cantata da Alicia Keys e Jack White, è il tema musicale principale del ventiduesimo film della saga di James Bond, Quantum of Solace.
Scritta e prodotta da Jack White, questa canzone è il primo duetto nella serie di James Bond. Il brano è stato candidato per il Critics' Choice Award alla miglior canzone mentre il video correlato per il Grammy Award al miglior videoclip.
La canzone è entrata nella top 10 di diversi paesi in tutto il mondo, tra cui Inghilterra, Svizzera, Belgio, Germania e nella classifica che monitora le vendite dei singoli in tutta Europa.

## Pubblicazione
La canzone è stata ufficialmente diffusa per radio il 18 settembre 2008 dalla stazione radio inglese BBC Radio 1 (anche se una versione strumentale del tema musicale era già stata usata per lo spot televisivo della Coca-Cola Zero). La pubblicazione ufficiale è avvenuta il 30 ottobre 2008

## Tracce
1. Another Way to Die – 4:23
2. Another Way to Die (Versione acustica) – 4:23

## Video
Il video musicale della canzone è stato pubblicato il 3 ottobre 2008 sul canale YouTube della cantante. Diretto da P.R. Brown, il video è girato in una zona desertica e desolata, presenta caratteri tipicamente da colonna sonora: scene sovrapposte, un'atmosfera aggressiva e, sul finale, la comparsa dell'attore principale del film, interprete di James Bond. Le peculiarità dei due artisti si fondono, con White che suona la batteria e la chitarra elettrica e Alicia che suona il suo tipico pianoforte.

## Controversie
Varie sono state le controversie legate alla realizzazione di questo tema musicale, poiché dapprima era prevista la partecipazione della cantautrice inglese Amy Winehouse, ingaggiata il 7 febbraio 2008.
L'ingaggio prevedeva che il contratto stipulato sarebbe durato solo se la Winehouse non avesse fatto uso di alcol e soprattutto di sostanze stupefacenti. Non rispettando gli accordi presi, la cantante continuò a far uso di queste sostanze cosicché il 4 marzo 2008 Mark Ronson, produttore della canzone, annunciò ufficialmente la rottura del contratto preso con i produttori di Quantum of Solace.
Successivamente era stato dichiarato dallo stesso Ronson che la popstar Beyoncé avrebbe preso il posto della Winehouse ma alla fine la trattativa non si concluse.
Il 30 luglio 2008 Michael G. Wilson e Barbara Broccoli annunciarono, invece, che Alicia Keys e Jack White avrebbero cantato e scritto un nuovo tema per il film, ed annunciandone ufficialmente il titolo, che sarebbe stato Another Way to Die.

## Riconoscimenti
Grammy Award
- 2009 – Candidatura al miglior videoclip

Critics' Choice Awards
- 2008 – Candidatura alla miglior canzone

## Classifiche
| Classifica (2008) | Posizione raggiunta |
| ----------------- | ------------------- |
| Australia         | 29                  |
| Austria           | 2                   |
| Belgio (Fiandre)  | 10                  |
| Canada            | 15                  |
| Danimarca         | 7                   |
| Francia           | 98                  |
| Finlandia         | 1                   |
| Germania          | 8                   |
| Giappone          | 49                  |
| Irlanda           | 12                  |
| Norvegia          | 4                   |
| Paesi Bassi       | 48                  |
| Svezia            | 15                  |
| Svizzera          | 9                   |
| Regno Unito       | 9                   |
| Stati Uniti       | 81                  |